# Estación de Malakoff - Rue Étienne Dolet
Malakoff - Rue Étienne Dolet es una estación de la línea 13 del metro de París ubicada en Malakoff al sur de la capital.

## Historia
La estación fue inaugurada el 9 de noviembre de 1976 con la última prolongación hacia el sur de la línea 13.
Situada en la comuna de Malakoff, debe su nombre a la calle dedicada al humanista francés Étienne Dolet. 

## Descripción
Se compone de dos andenes laterales de 75 metros de longitud y de dos vías. 
Es junto a Châtillon - Montrouge la única estación en superficie de la línea 13. 
Como muchas estaciones de las afueras de París sus paredes están revestidas con azulejos Miromesnil. Cada andén está recubierto por un techo horizontal. 
La señalización por su parte usa la moderna tipografía Parisine donde el nombre de la estación aparece en letras blancas sobre un panel metálico de color azul. Por último los asientos, combinan zonas de cemento revestidas de azulejos azules que sirven de banco improvisado con algunos asientos individualizados del mismo color que se sitúan sobre dicha estructura.